# Kostel svatého Klementa (Schwarzrheindorf)
Kostel svatého Klementa ve Schwarzrheindorfu (čtvrť Bonnu) je jedním z nejvýznamnějších románských kostelů v Německu.

## Historie
Schwarzrheindorf dnes tvoří místní část Bonnu, která se nachází v blízkosti Kolína nad Rýnem, tj. v minulosti patřila kolínskému arcibiskupství. Zvolený kolínský arcibiskup a zakladatel kostela hrabě Arnold von Wied jej nechal postavit na svém pozemku a 24. dubna 1151 kostel vysvětil za přítomnosti krále Konráda III. a mnoha duchovních i světských hodnostářů, jako byli míšeňský a lutyšský biskup a biskup Ota z Freisingu, bratr Konráda III. Před svou smrtí Arnold kostel upravil a předal své sestře Hedvice, která se stala abatyší benediktinského kláštera. Jí se podařilo dokončit západní část, věž a malby horního kostela, které se však svým měřítkem a zejména kvalitou nevyrovnaly starším malbám dolního kostela. K reprezentativní hradní kapli na západní straně byla přistavěna loď a na jihu ještě na počátku 19. století stály zříceniny klášterních budov.
V roce 1156 zde byl uprostřed dolního kostela pohřben Arnold von Wried. Dnes není zcela jisté, zda byl kostel od počátku určen k jeho pohřbu.

## Architektura
Pro celou oblast Německa a Francie jsou typické dvoupodlažní hradní a dvorní kaple postavené významnými panovníky nebo církevními hodnostáři. Patrová kaple ve Schwarzrheindorfu je jedním z nejvýraznějších příkladů a je podobná například hradní kapli v Norimberku.
Raně středověké patrové kaple navazovaly na palácovou kapli v Cáchách, mladší na francouzskou Sainte-Chapelle v Paříži. Patrová kaple ve Schwarzrheindorfu je dalším typem stavby vycházejícím z cášské palácové kaple. Spodní část kaple v Goslarské falci z roku 1020 se půdorysem podobá Schwarzrheindorfu, druhé podlaží však je osmiboké. Schwarzrheindorfská kaple je postavena na půdorysu řeckého kříže, pouze na východě je rozšířená o půlkruhovou apsidu. Ve spodním patře je vnitřní prostor půlkruhový se dvěma malými výklenky po stranách. Stavba je celá zaklenutá a je zde osmiboký otvor mezi patry v místě křížení lodí. Nad křížením se zvedá čtvercová věž. Spodní patro s malými rameny kříže tvoří jakýsi tetrakonch, v němž byly umístěny čtyři oltáře: ve východní části, v ramenech kříže a ve střední části. V horním patře je západní empora a pouze jeden oltář. Z empory je osmibokým otvorem vidět na oltář spodního patra. Tento půdorys, typický pro hradní a dvorní kaple, také představuje  typ rýnské trojlodní památkové architektury. Kolínská architektura čerpala z Hadriánovy vily, ale zejména z trevírské architektury.
Zvenčí je stavba stupňovitě rozčleněná. Na kompaktním spodním nečleněném patře spočívá arkáda ochozu, odlehčená horním patrem, členěným pilastry a zakončeným obloukovým vlysem, nad nímž se zvedá vertikálně pilastrovaná dvoupatrová hranolová věž. Spodní patro věže je po stranách středního pilastru členěno dvojicemi slepých arkád, nad nimiž je sdružené okno. Mezipatro je ve spodní části zvýrazněno římsou s obloučkovým vlysem. V horním patře jsou dvě sdružená okna se středovými sloupky. Věž je zakončena jehlanovou střechou.
Kolem celé stavby je ve výšce druhého podlaží umístěn arkádový ochoz. Uplatňuje se zde dolnorýnský typ galerie, tvořený podélnou valenou klenbou spočívající na sloupech a poprsnici. U středorýnského typu je galerie tvořena soustavou kolmých valených kleneb, jejichž líce jsou arkádami spočívajícími na sloupech bez poprsnic. Hlavice zdejších sloupů jsou rozmanité, od jednoduchých krychlových hlavic až po různé typy akantových a zoomorfních hlavic.

## Malby

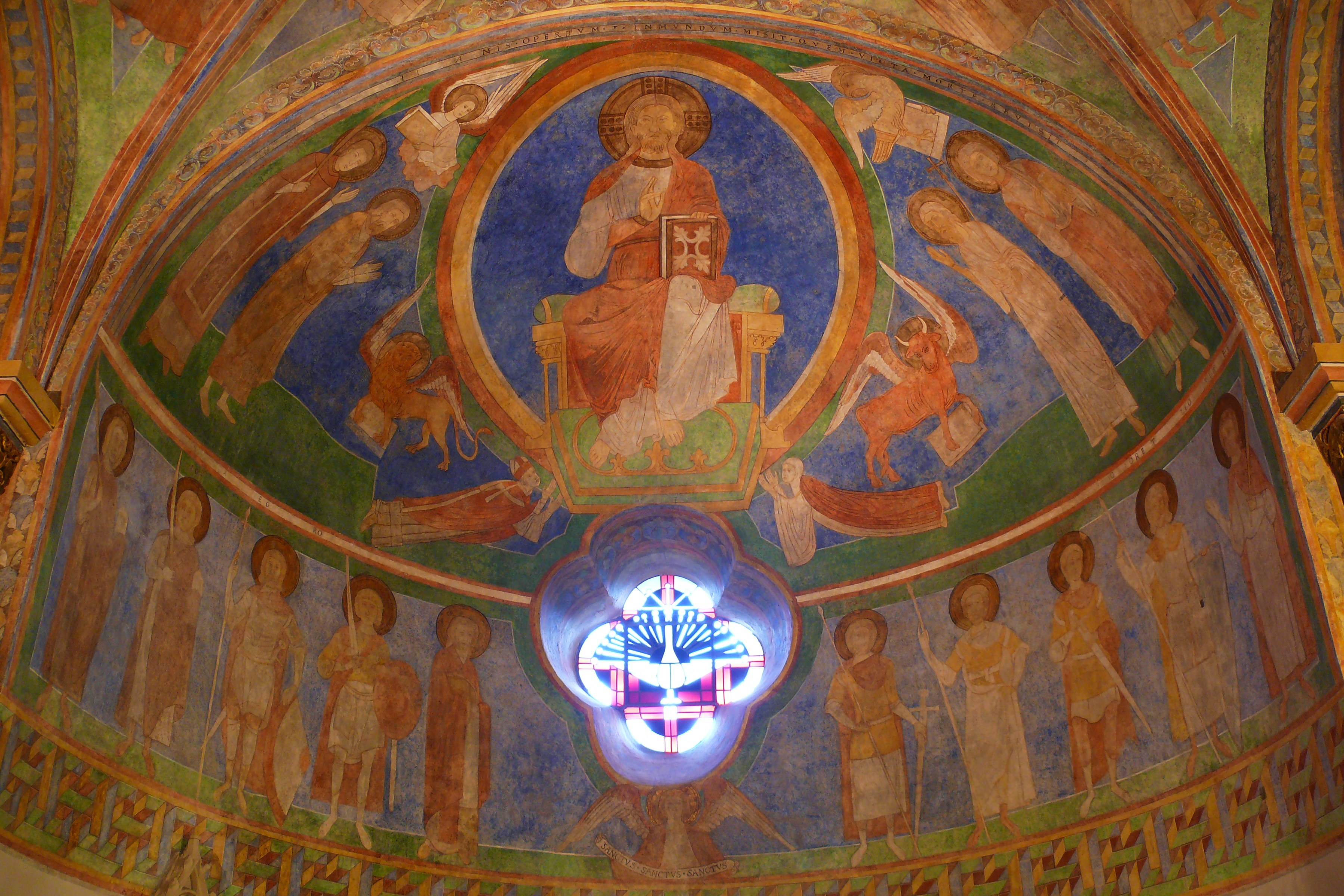
interíér kaple

Není zcela jasné, zda je celkové uspořádání a kompozice - zejména nástěnných maleb - původní, tedy zda pochází z doby před vysvěcením kostela či z doby kolem něj, nebo zda souvisí až s přestavbou na klášter. Biskup Arnold byl po své smrti namalován jako zakladatel kostela u nohou Krista Pantokratora v konše horního kostela spolu se svou sestrou Hedvikou, první abatyší nově založeného kláštera, takže se má za to, že tyto fresky pocházejí z doby před rokem 1170. Na východní straně apsidy osvětluje prostor čtyřkřídlé okno pod nohama Pantokratora. Kolem mandorly s Pantokratorem jsou symboly čtyř evangelistů. Po stranách konch jsou po dvou svatí patroni oltářů kostela - vlevo Jan Křtitel a svatý Štěpán, vpravo svatý Petr a svatý Vavřinec. Pod nimi je na stěně deset dalších světců. Ve čtyřech polích křížové klenby před apsidou jsou čtyři výjevy z Apokalypsy s Beránkem Božím v kruhovém medailonu uprostřed. Na triumfálním oblouku, který rozděluje pole křížové klenby před apsidou a centrální prostor kaple, jsou namalovány medailony s bustami světců. Apsidu zdobí Kristus v mandorle se dvěma anděly po stranách. V užším smyslu jsou zdejší volně stojící figury (bez architektonického orámování) prvkem dekorativního systému, jako jsou obdobné v presbytáři kostela v Prüfeningu.
Malby v horním kostele byly odkryty v roce 1868 a restaurovány v roce 1875, ale protože restaurátorská technika v 19. století zdaleka nedosahovala současné úrovně, byly malby poškozeny. Podobný osud postihl i malby v dolním kostele.
Malby v dolním kostele byly objeveny ještě dříve, v roce 1846, ale teprve po roce 1910 byly odkryty a vyčištěny. Obecně se datují do roku 1151, případně do roku 1260. Na první pohled je však zřejmé, že je maloval jiný, sebevědomější malíř, jehož dílo je výrazně dekorativnější a jehož linie jsou zvlněnější, na rozdíl od strnulých, křečovitých a ustaraných postav malíře horního kostela. Jsou příkladem duchovně-mystického dekorativního programu plného skrytých významových symbolů. Již při jejich objevu bylo zjištěno, že námětem je starý zničený a nový opět vybudovaný Jeruzalém, jak ho popisuje starozákonní kniha Ezechiel. Pád Jeruzaléma je zobrazen na čtyřech polích čtyř ramen kříže. Uprostřed na čtyřech velkých polích kolem osmiúhelníkového otvoru je zobrazeno jeho znovuvybudování. Na koncích ramen jsou výjevy představující Krista. Dvě pole východního ramene byla zničena. Na západním poli je vyhnání penězoměnců z chrámu, na jižním proměnění Páně, na severním výjev ukřižování, východní malby byly zničeny již před odkrytím a jejich ikonografie je vzhledem k fragmentárnímu dochování problematická, pravděpodobně se jednalo o výjev Marie pod křížem, což by byl ve 12. století módní námět. Apsidu zdobí Kristus v mandorle se dvěma anděly po stranách.
Malby králů ve výklencích ramen jsou nejasné. Byly interpretovány jako čtyři němečtí králové, ale pravděpodobnější je, že jde o personifikované postavy světových říší - Nabukadnezara II, Kýra II, Alexandra Velikého a Caesara. Podobné postavy vznikly kolem roku 1160 na dřevěném stropě kostela svatého Emmerama v Řezně. Další možností je, že se jedná o významné císaře - Augusta, Konstantina Velikého, Theodosia a Karla Velikého. Přesné určení komplikuje stav maleb. Královské postavy se od ostatních obrazů odlišují prokreslenějším stylem.
Na obrazech jsou patrné byzantské a italicko-byzantské vlivy. Byzantské umění pronikalo do západní Evropy přes Sicílii zejména prostřednictvím Capella Palatina v Palermu. Nebyl to však jediný vliv na kolínské malířství, ani neměl zvláštní umělecký a vývojový význam. Na prvním místě byl mnohem zřetelnější stylový fenomén tzv. krásného stylu třetí čtvrtiny 12. století, který byl typický pro oblast Kolína, Brauweileru, Knechtstedenu a Essenu. Tento styl zpřesňuje dataci. V malbách dolního kostela je patrný vliv karolinské knižní malby; podobné typy postav najdeme například v Xantenerově evangeliáři.
Barevnost obou pater se omezuje na hnědé a zemité tóny s výrazně modrým pozadím. Přestože malby utrpěly v průběhu staletí mnohá poškození a nedochovaly se ve zcela původním stavu, jsou stále cenným dokladem porýnského malířství 12. století.

## Galerie

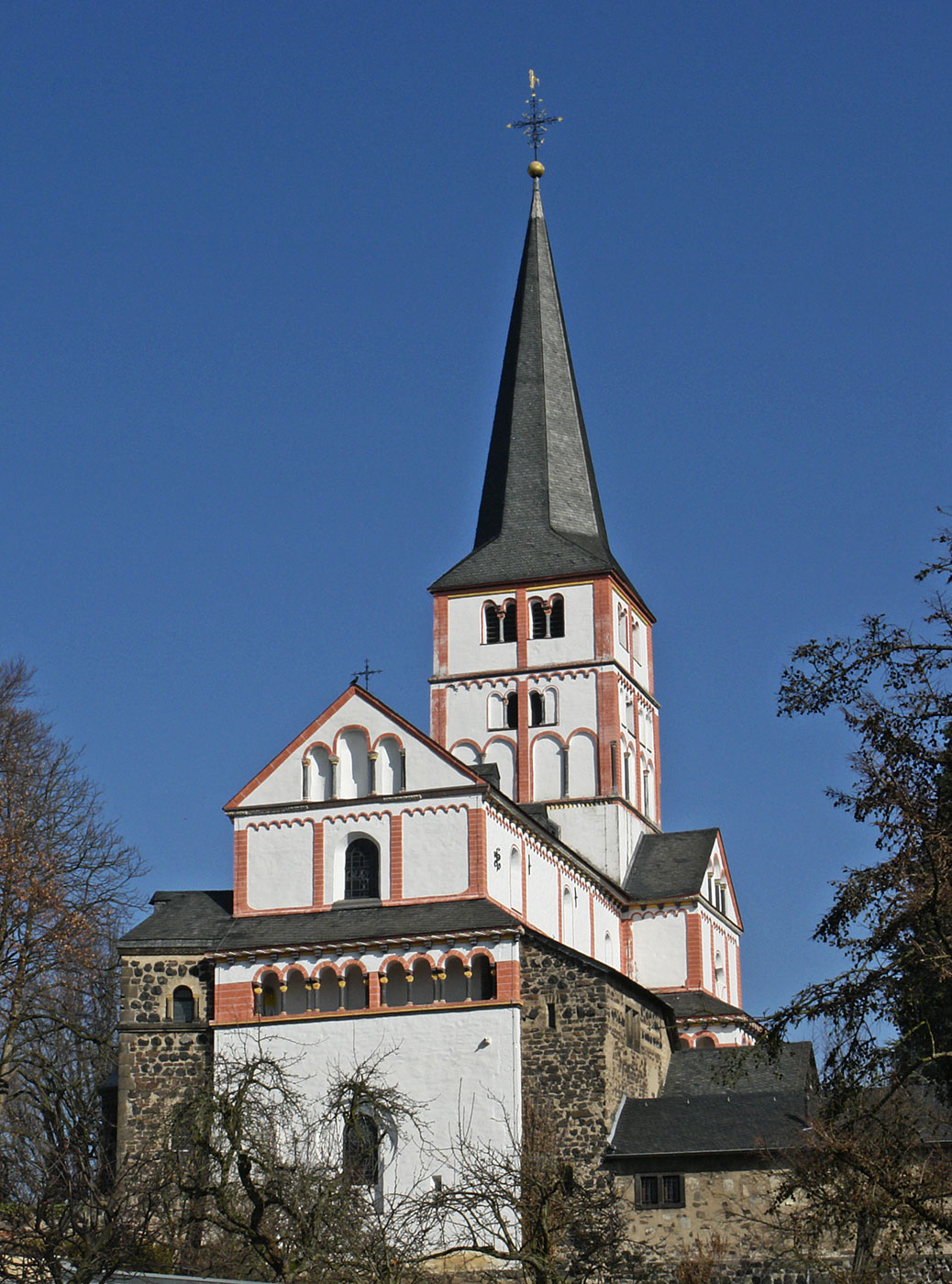
Pohled ze západu
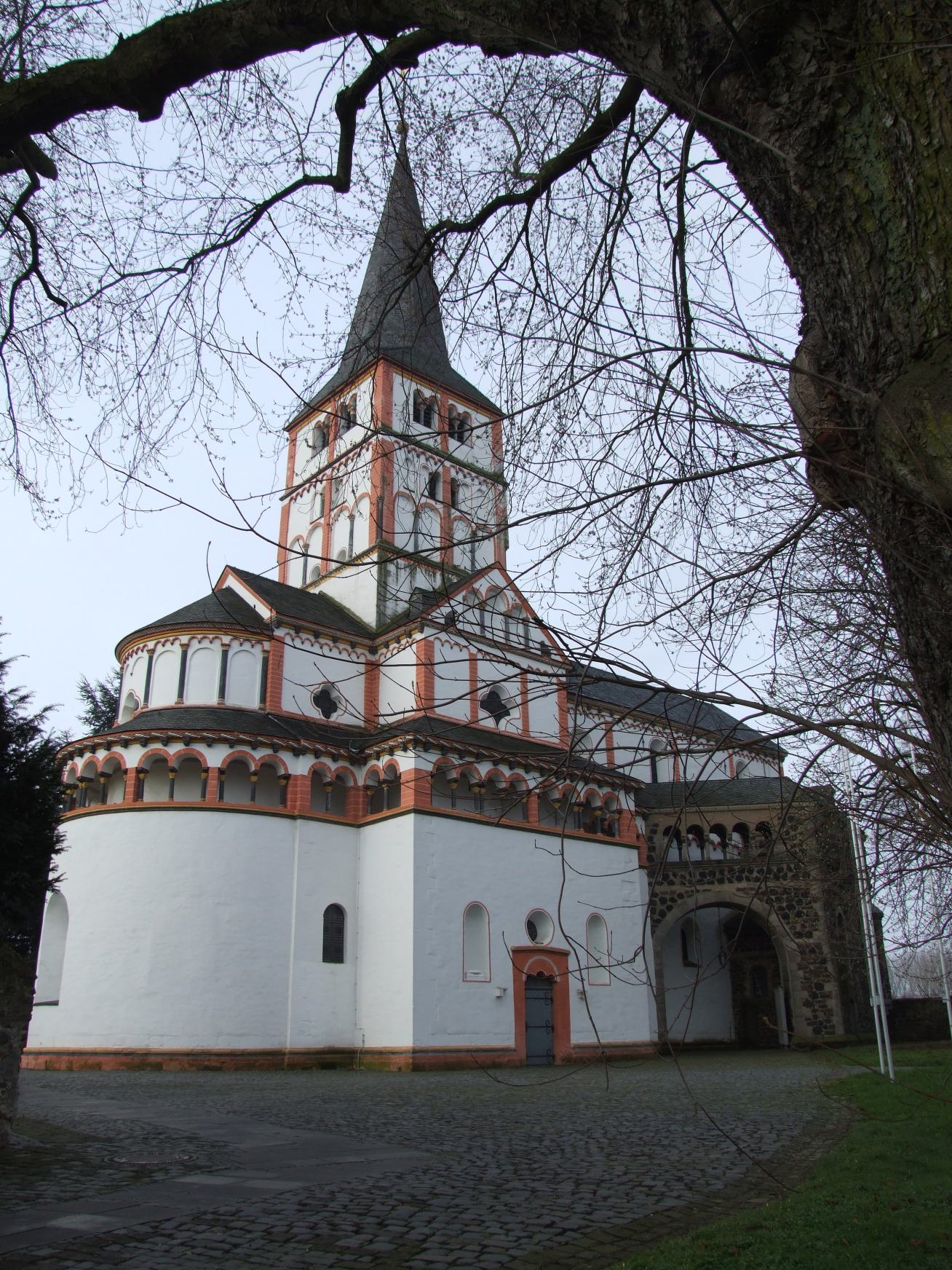
Severovýchodní pohled
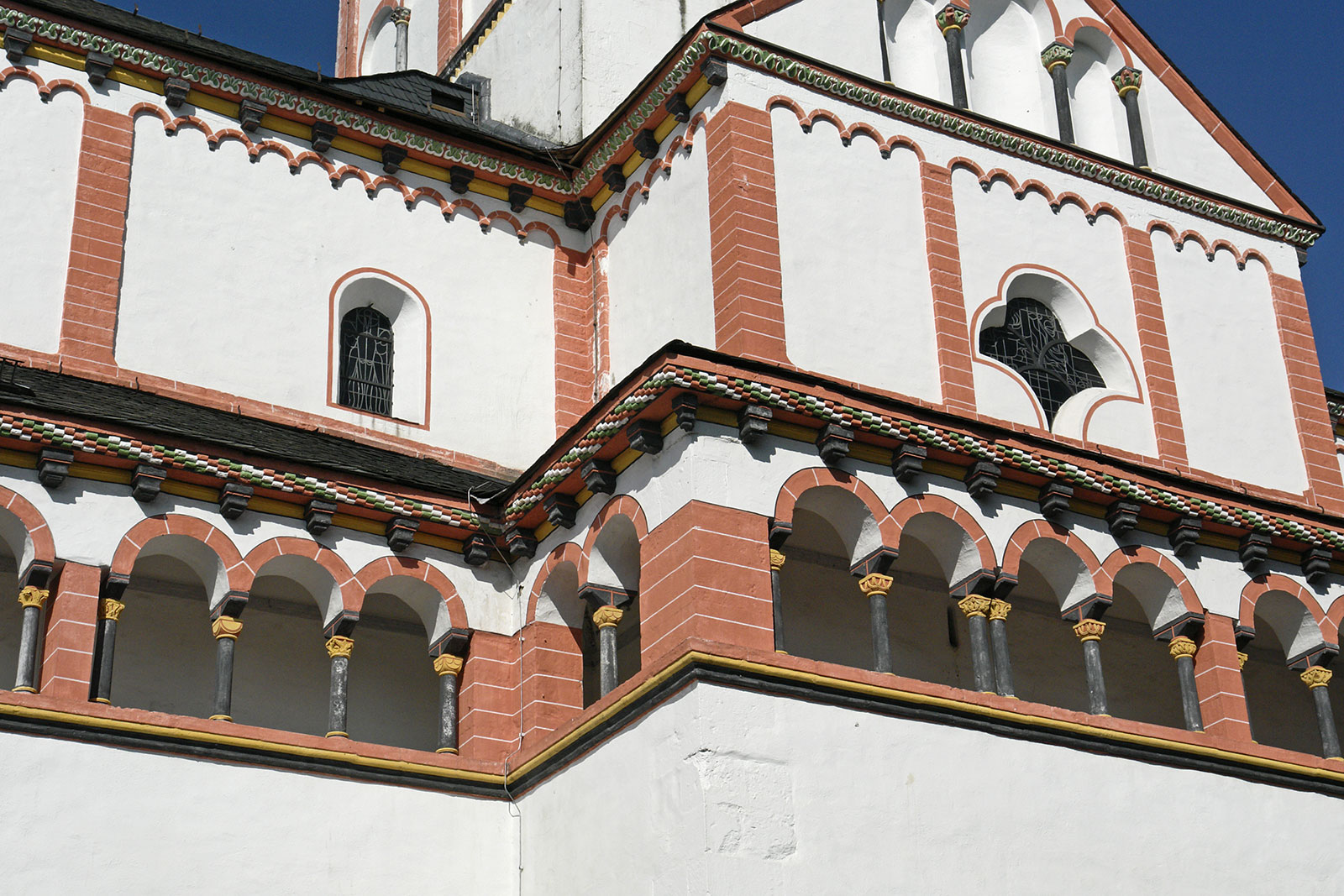
fasáda (jižní strana)
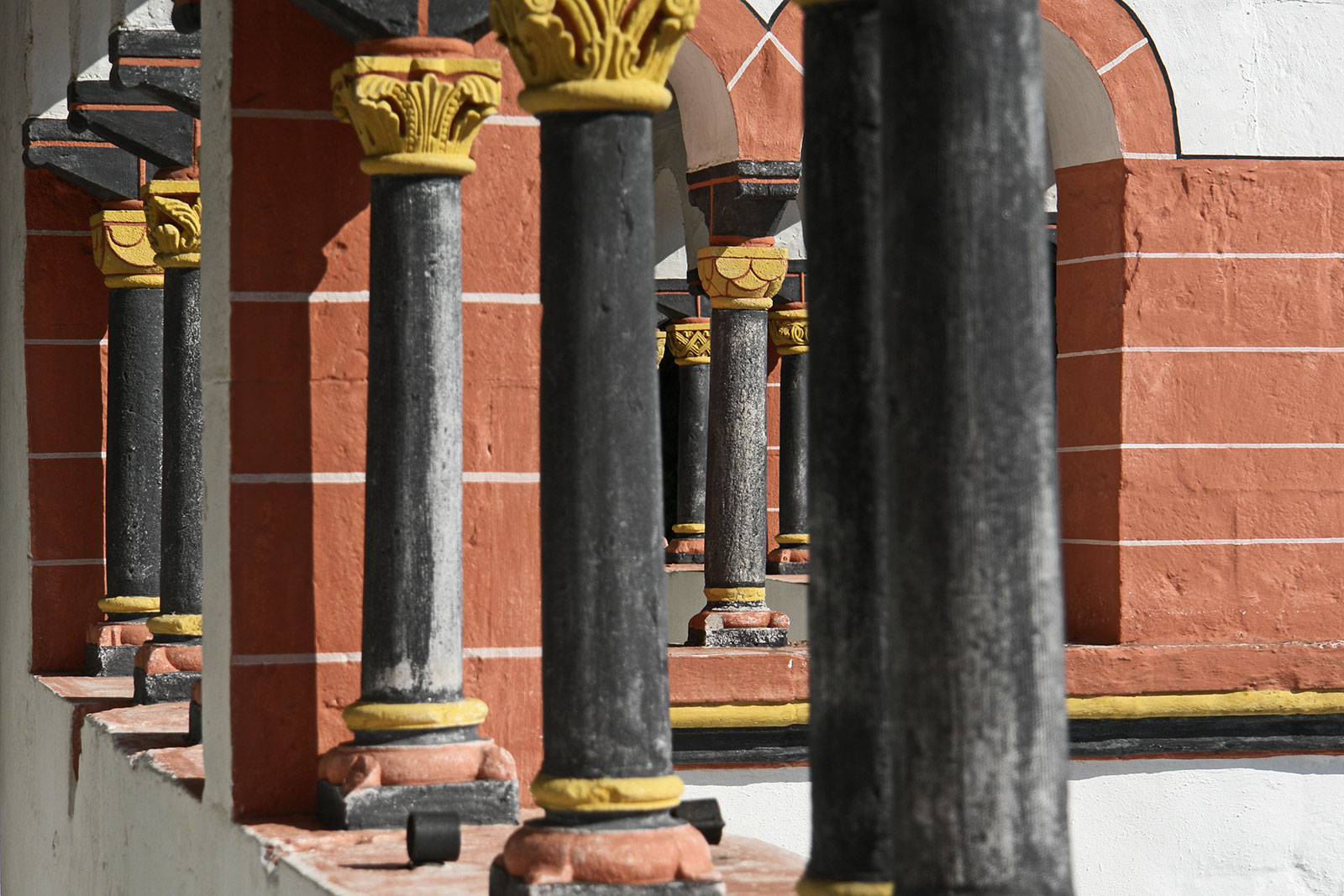
Arkádový ochoz
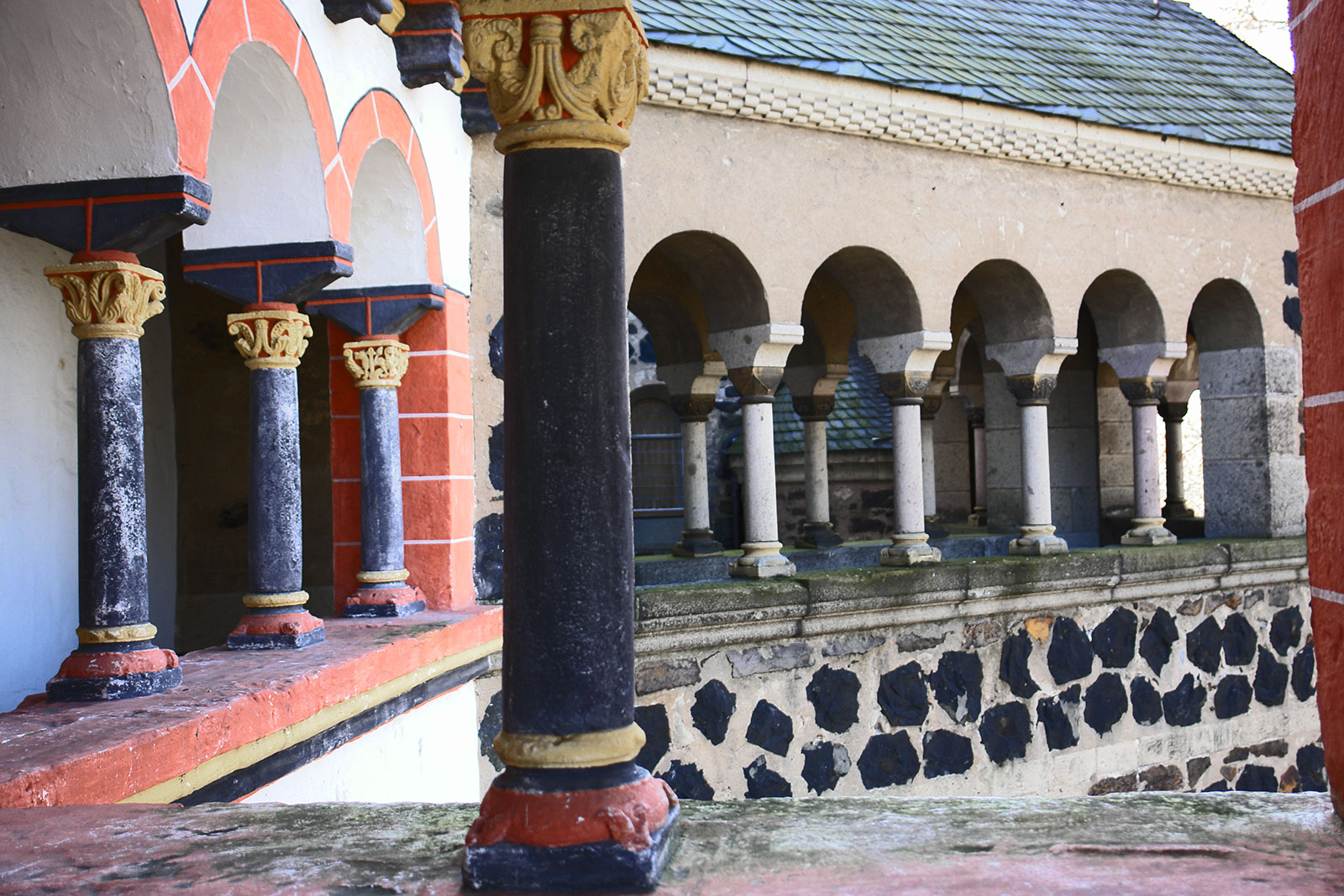
Arkádový ochoz s přístavbou (přístup z hradu?)
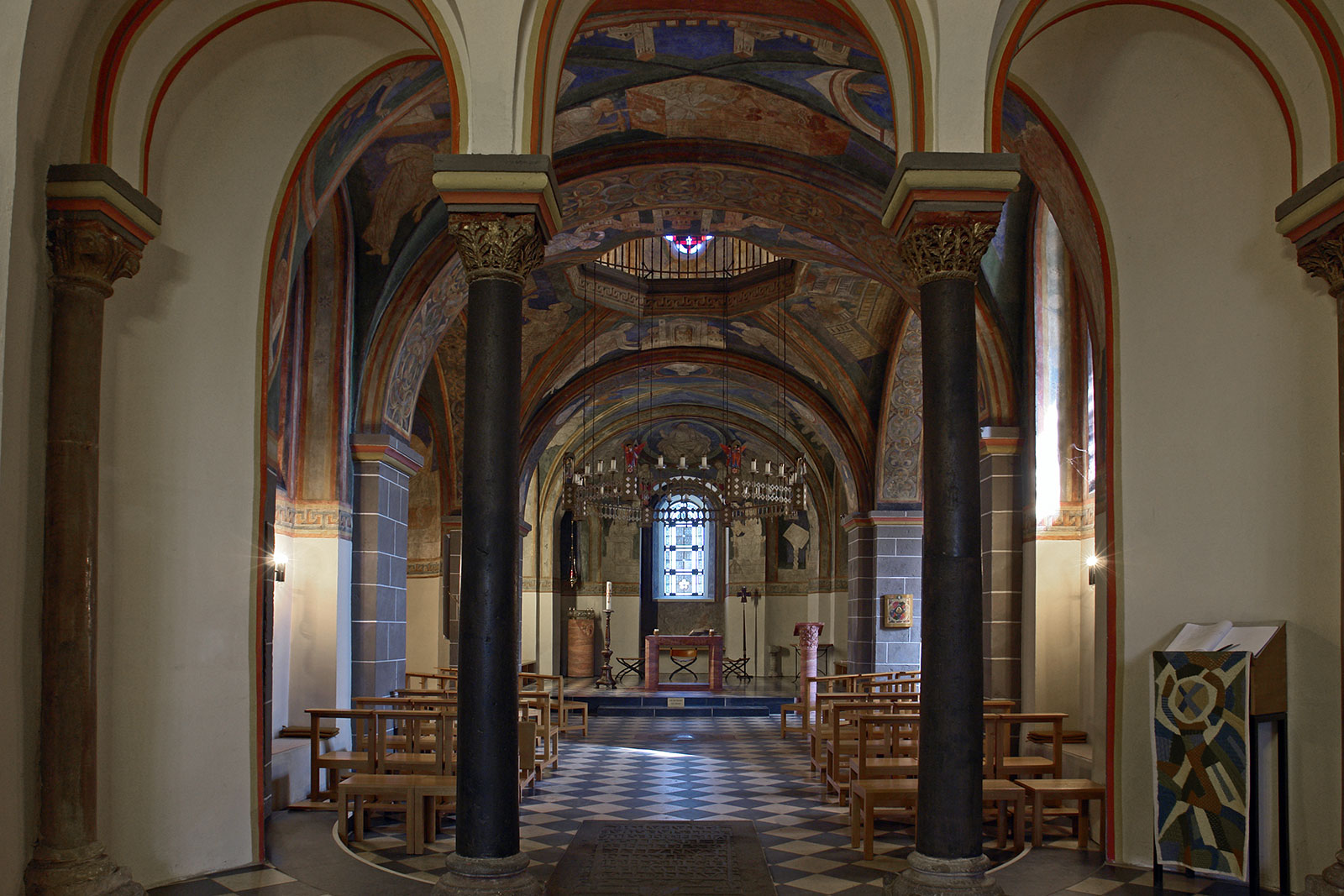
Interiér dolního kostela
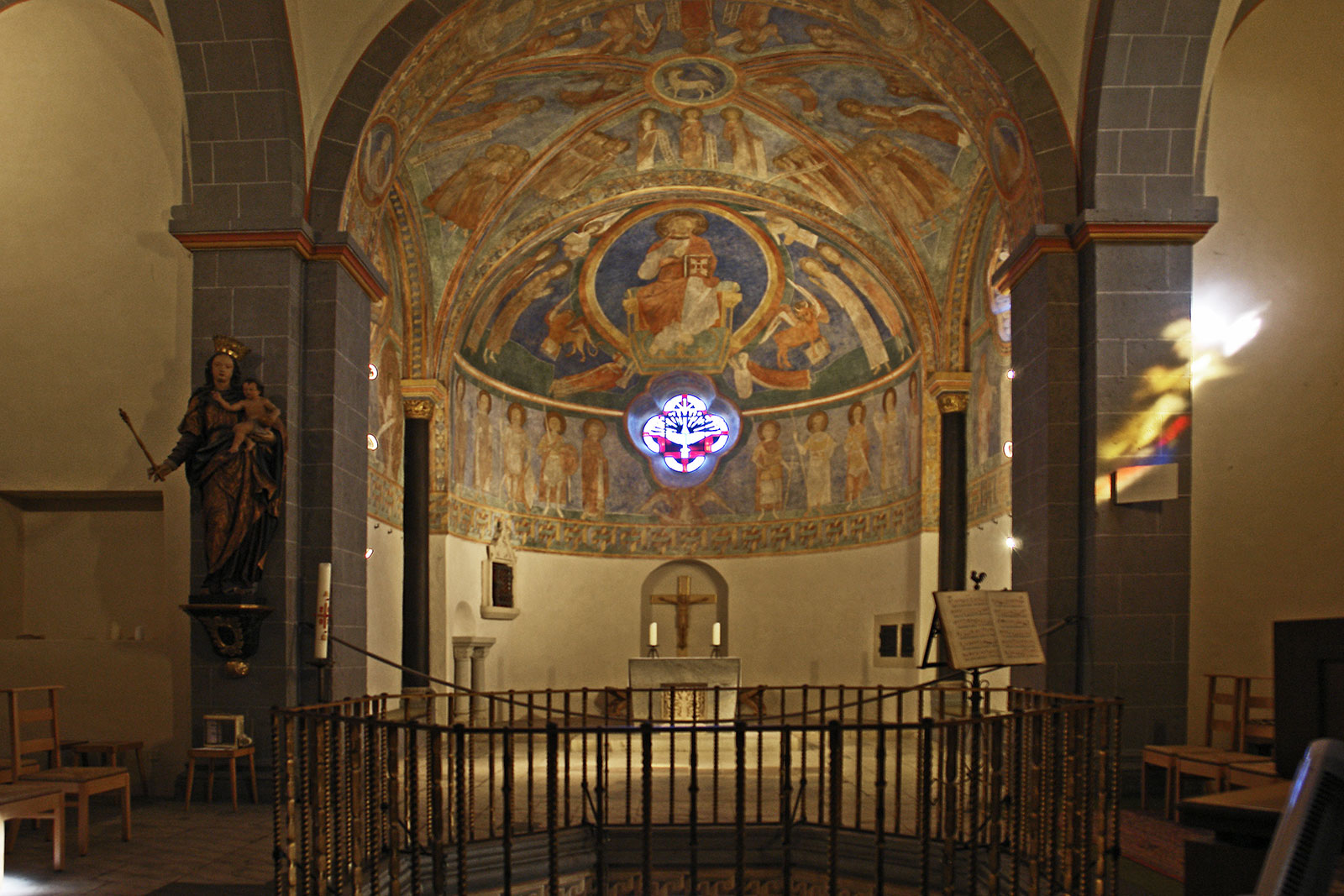
Interiér horního kostela
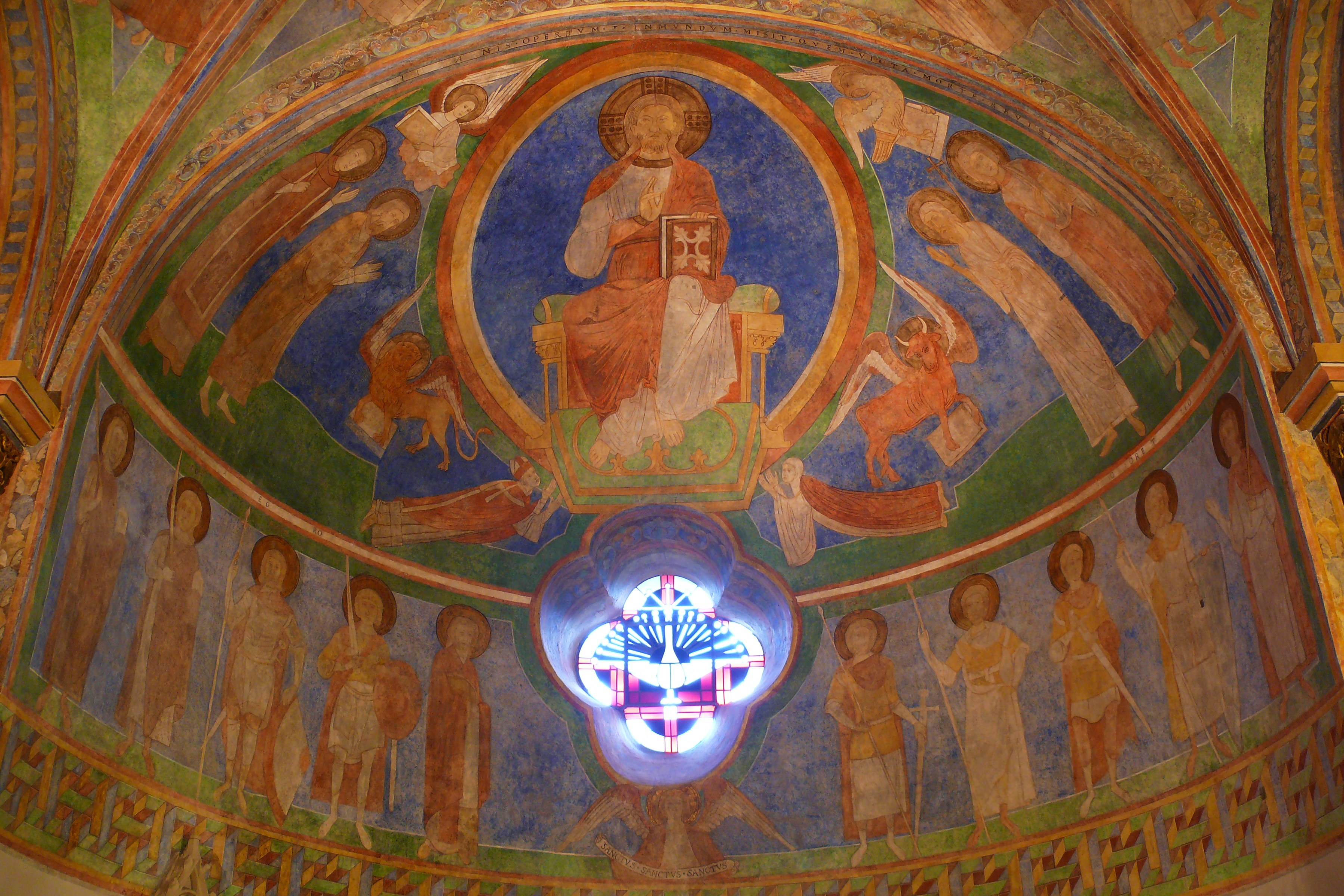
Majestas Domini - Kristus jako soudce světa obklopený čtyřmi evangelistickými symboly
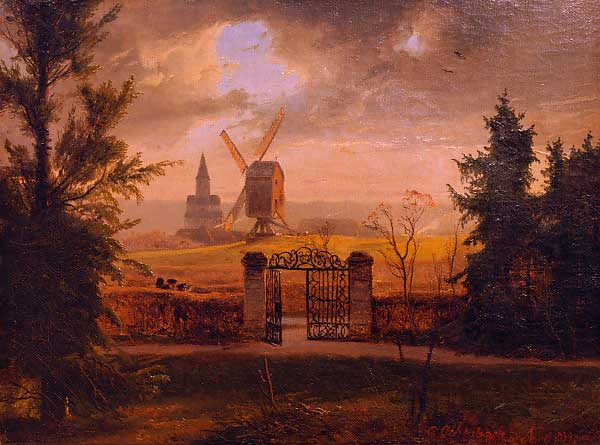
Krajina s kostelem ve Schwarzrheindorfu, obraz Andrease Achenbacha, 1839